# غوستري (تشيشير)
غوستري (بالإنجليزية: Goostrey)‏ هي قرية وأبرشية مدنية تقع في المملكة المتحدة في إنجلترا. يقدر عدد سكانها بـ 2,201 نسمة .